# Курисово
Курисово (укр. Курісове) — село в Березовском районе Одесской области Украины. Основано в конце XVIII века. Носило название Курисово-Покровское, в 1921 году переименовано в Петровское, с 1937 года — Петровка. В 2016 году переименовано в Курисово.
Село расположено вблизи Тилигульского лимана на левом берегу реки Балай. 
Климат умеренно континентальный. Средняя температура января -2°C, июля +22°C.
Вблизи села созданы общезоологический заказник Петровский и орнитологический заказник Коса Стрелка. 

## История
Самое раннее документальное упоминание этого места относится к 1793 году — «Открытый лист» от Екатеринославского губернатора В. В. Каховского подполковнику Ивану Онуфриевичу Курису на право владения землями возле Балая. Владельцы земли и их наследники дважды переселяли сюда людей из Луциковки Лебединского уезда Харьковской губернии.
По ревизии 1858 года здесь было 266 душ крестьянского населения. По состоянию на 1886 год в Курисо-Покровское, центре Курисо-Покровской волости Одесского уезда Херсонской губернии, проживало 570 человек, насчитывалось 115 дворовых хозяйств, существовали православная церковь, школа, паровая мельница, 8 лавок, постоялый двор. 

## Поместье Покровское

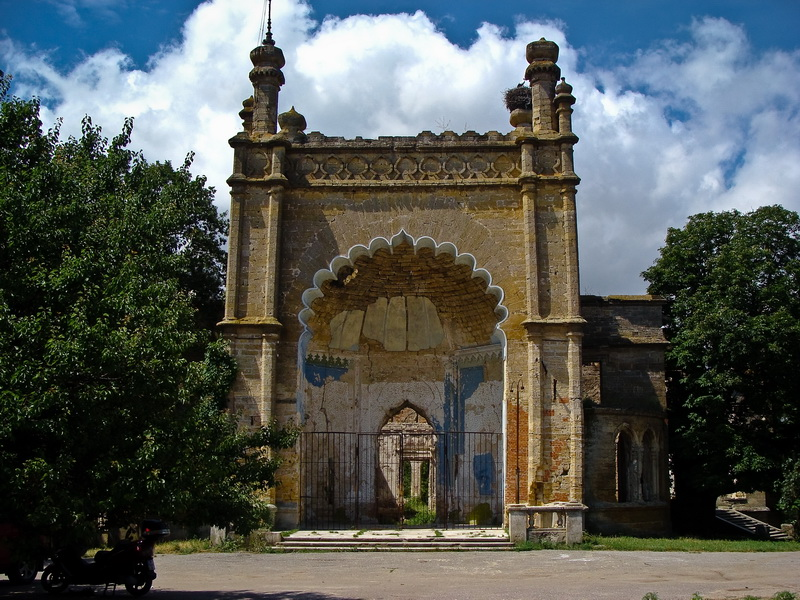
Наиболее старая часть усадебного дворца

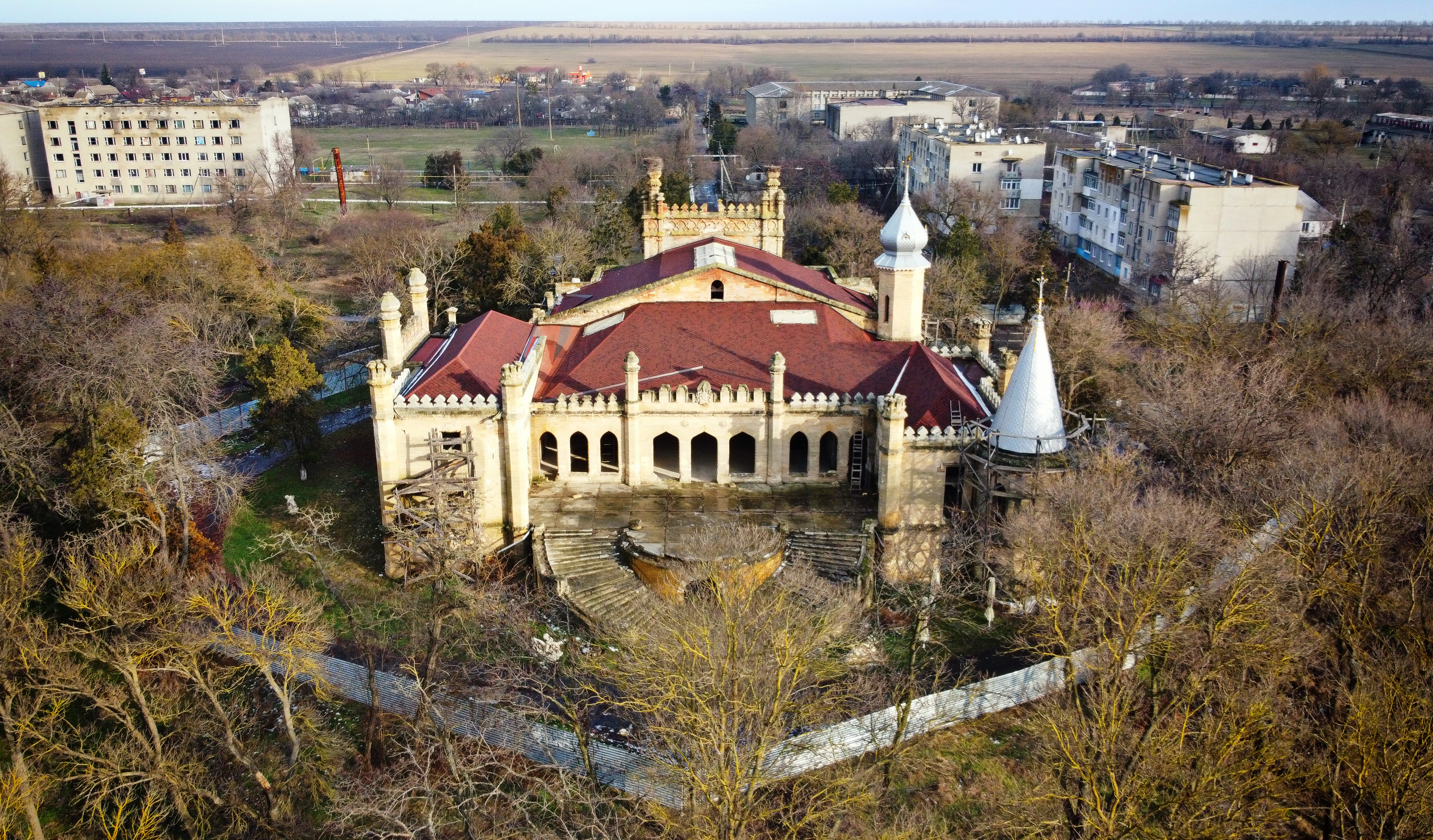
Вид с воздуха на дворец усадьбы Курисов

В селе Курисово расположен памятник культуры государственного значения — бывшее поместье Курисов, принадлежавшее И. О. Курису, некогда бывшему начальником канцелярии Суворова, а потом правителем по секретной части при главнокомандующем. 
За Причерноморскую кампанию подполковник Курис был пожалован Орденом Святого Георгия 3-й степени. Статус кавалера Георгиевского креста означал потомственное дворянство. Тогда же подполковнику были пожалованы земли по правую сторону реки Тилигул «в новоприобретенной от Порты Оттаманской области <…> шесть тысяч десятин». На полученных землях Курис построил своё поместье. В честь первой православной церкви, поставленной на бывшей турецкой земле, он назвал своё поместье — Покровское.
До наших дней сохранились дворец (восточная часть 1810-х гг. постройки и западная часть 1892 г.), отдельные элементы парка и хозяйственный корпус. После революции поместье Курисов подверглось разграблению, останки помещиков были выкинуты из семейного склепа в поле.

## Новейшая история
В 1921 году село переименовывают в Петровское, в честь председателя ВУЦИК Г. И. Петровского. В поместье вселяется сельскохозяйственная школа (впоследствии – Петровский сельскохозяйственный техникум, ныне – Петровский аграрный колледж ). С 1937 года Петровское становится Петровкой.
Во время Великой Отечественной войны в поместье была устроена румынская комендатура. Румынские войска сделали то, что постеснялись сделать большевики — вывезли при отходе старинные зеркала, дубовые двери, паркет. Оккупанты вырубили английский парк Курисов. Однако после войны была проведена реставрация поместья. В послевоенные годы в поместье размещался реорганизованный сельхозтехникум с 4 факультетами и по меньшей мере 600 учащимися. В большом центральном зале был читальный зал со стеклянным потолком. В это время монументальность здания была максимально восстановлена, открыт историко-краеведческий музей. Стараниями  первого и единственного директора музея Субботинова Ф.С. собрана коллекция из предметов, размещавшихся в 4 залах западного крыла.
Очередная реставрация поместья была запланирована на 1990 год, однако летней ночью разразилась гроза, в поместье ударила молния. Боролись с пожаром 3 суток студенты техникума и петровчане спасали всё самое ценное. Пожарным полностью так и не удалось погасить пожар, и замок продолжал тлеть ещё 2 недели.
В 2000 году Петровку посещал Александр Александрович Курис, прямой потомок генерала, проживающий в Париже.